# ABSA Cargo Airline
A ABSA Cargo Airline (razão social: ABSA - Aerolinhas Brasileiras S.A.) foi uma empresa brasileira de transporte aéreo de carga, sediada no Aeroporto de Viracopos, em Campinas, São Paulo.  Operava voos regulares dentro da América Latina e também entre o Brasil e os Estados Unidos, além de voos charter. Após a aquisição pelo LATAM Airlines Group, por ser subsidiária da TAM, em 2010, perdeu a identidade visual, para o fortalecimento da marca LATAM Cargo.

## História
A empresa iniciou suas operações em 2 de junho de 1995, como Brasil Transair - Transportes Charter Turismo. Em  2001, adquiriu o status de companhia de operação regular. Em novembro daquele ano, a LAN Airlines tornou-se acionista da ABSA, que mantinha estreitos laços de cooperação com os membros de sua aliança estratégica, como LAN Cargo e MasAir (empresa  de transporte aéreo de carga, baseada na Cidade do México e da qual a LAN detém 40% das ações).

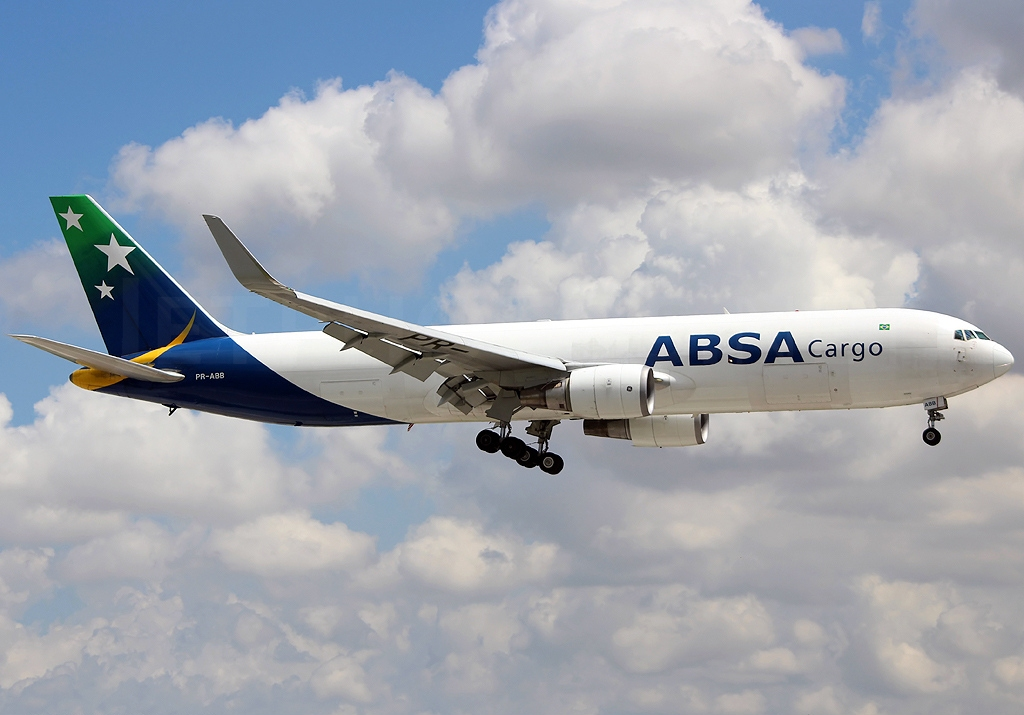
Um Boeing 767-316F da ABSA.

Em 2009, a LAN detinha 20% das ações ordinárias e 100% das ações preferenciais da companhia. Em 2010 ingressou no processo de fusão da LATAM (fusão entre a LAN e TAM), e somou a frota mais um B767-300F. Em junho de 2012, 95% das ações da empresas eram da TAM. Em 2012 iniciou as operações dos Correios, juntamente com a chegada de mais uma nova aeronave a frota, que já continha a pintura da TAM Cargo, apesar de ser operada pela ABSA Cargo. No dia 1 de agosto, ABSA Cargo e a TAM Cargo passaram a ser a unidade cargueira do Grupo LATAM no Brasil.
Ainda em 2012, após a chegada do primeiro Boeing 767-300F com a pintura da TAM Cargo, foi iniciada a retirada da pintura da ABSA das aeronaves, consolidando a marca TAM Cargo.

## Frota
| Modelo        | Prefixo | Serial Number | Fabricado em | Ano de aquisição | Detalhes                                                      |
| ------------- | ------- | ------------- | ------------ | ---------------- | ------------------------------------------------------------- |
| B767-316F(ER) | PR-ABB  | 29881         | 1999         | 2002             | Ex:CC-CZX                                                     |
| B767-316F(ER) | PR-ABD  | 34245         | 2005         | 2005             | Operando com a pintura da LATAM Cargo                         |
| B767-346F(ER) | PR-ACO  | 35817         | 2007         | 2014             | Ex:N526LA*Pintura LATAM Cargo                                 |
| B767-346F(ER) | PR-ACQ  | 35818         | 2007         | 2015             | Ex:N422LA*Metal Polido                                        |
| DC-8-61       | PR-ABA  | 45980         | 1968         | 2001             | Ex:CF-TJZ,C-FTJZ,TF-ISA,N48UA,N161DB,XA-MAA*Desmontado em VCP |